# Болонская ярмарка
Болонская ярмарка (итал. Fiera di Bologna) — деловой центр Болоньи (итальянская область Эмилия-Романья) в городском районе Сан-Донато.

## История
В 1888 году в Болонье на территории парка Giardini Margherita состоялась Большая эмилианская выставка (Grande Esposizione Emiliana), для освещения которой впервые использовалась электроэнергия. Часть экспозиции была размещена в монастыре Сан-Микеле ин Боско, для сообщения с которым была сооружена так называемая «зубчатая» железная дорога. В 1901 году в местном курзале Eden состоялась Первая болонская выставка образцов товаров (Prima mostra campionaria bolognese), в 1927 году в районе нового стадиона Littoriale (ныне — стадион Ренато Далл'Ара) начала работу ярмарка, а в 1948 году во дворце короля Энцо открылась Первая выставка обуви (prima Mostra della Calzatura). В пятидесятых годах центром городской торговли стал сад Монтаньола, но в те же годы появились планы строительства делового центра. 8 мая 1964 года был заложен первый камень торговых павильонов, спроектированных Леонардо Беневоло, Томмазо Джуралонго (Tommaso Giuralongo) и Карло Мелограно (Carlo Melograno), а в 1965 году в церемонии их открытия принял участие тогдашний премьер-министр Альдо Моро. В последующие годы продолжалось развитие торгового комплекса, для руководства которым 16 октября 2002 года руководство ярмарки было реорганизовано в акционерное общество BolognaFiere SpA (финансовый институт «Болонская ярмарка» — Società Finanziaria Fiere di Bologna — был учреждён 19 февраля 1964 года).